# 247P/LINEAR
247P/LINEAR è una cometa periodica del Sistema solare appartenente alla famiglia delle comete gioviane. Il suo nucleo dovrebbe avere un diametro di poco più di 1 km.
Al momento della scoperta, il 5 novembre 2002, la si ritenne un asteroide. Gli elementi orbitali dell'oggetto hanno attirato l'attenzione del team del Programma T3, un gruppo di ricerca principalmente costituito da astrofili, che lo ha inserito nel suo elenco di oggetti da sorvegliare e appena l'"asteroide" è entrato a portata degli strumenti dei membri del Team, dall'11 dicembre 2010 è stato soggetto di un attento studio che ha portato alla scoperta della sua natura cometaria.